# Chloe Ashcroft
Chloe Ashcroft (7 de agosto de 1942) fue una presentadora y actriz británica en varios programas infantiles de la BBC, incluyendo Play School, Play Away, Hokey-Cokey y Pie in the Sky. También en la historia de Doctor Who, Resurrection of the Daleks interpretando a la Profesora Laird. 
También es profesora y  vive en Gloucestershire con su marido, el actor David Hargreaves. 